# Замак Хантли
Замак Хантли (енгл. Huntly Castle) се налази у близини истоименог места у области Грампиан, недалеко од Абердина. Припадао је клану Гордона, а његови власници су носили титуле ерлова и од 1596. године маркиза. Сам замак је прошао кроз три различите фазе постојања, а од средине XVIII века је напуштен и изложен зубу времена.

## Прошлост замка
Око 1240. године, ерл Данкан је саградио дрвено утврђење на врху насипа окруженог великим шанцем. Био је смештен на ушћу Богија у Деверон, окружен са свих страна брдима. Краљ Роберт (1306—1329) је 1314. године доделио титулу сер Адаму Гордону, који постаје гроф од Хантлија. Када је дрвено утврђење изгорело у XV веку, на његов месту је подигнут нови замак. Ипак, само су подземне засвођене одаје и куле замка задржане пошто је, почетком XVI века, IV гроф од Хантлија одлучио да га у потпуности реновира.
Ново утврђење је требало да постане елегантна резиденција погодна за примање угледних гостију, али ни одбрана није била заборављена. Зидови утврђења су били изграђени од најчвршћих материјала. V гроф од Хантлија се 1594. године побунио против Џејмса VI (1567—1625), који је напао замак и том приликом су страдали поједини његови делови. Ерл је склопио примирје са краљем и две године после тога постаје маркиз.
За време грађанског рата II маркиз од Хантлија, који је подржавао краља, је 22.03. 1649. године, погубљен од стране републиканаца. Они су запосели дворац, а након завршетка рата породица Хантли је одлучила да се настани у оближњој кући.
Након што је напуштен, замак је у потпуности запуштен, тако да данас поткровље, спратови и богате декорације више не постоје. Садашњи изглед, дворац је углавном задржао од промена из XVII века. Масиван, округао торањ и елегантан ред прозора, симбол је снаге и естетике породице која га је изградила.